# Proyecto OMAC
El Proyecto OMAC es una serie limitada de seis números publicada en el 2005 por DC Comics, escrita por Greg Rucka con el arte de Jesús Saiz.
La miniserie de cuatro números está conectada con los eventos de Crisis Infinita . La serie se ubica directamente después del especial Cuenta regresiva a la Crisis Infinita, siguiendo la historia donde el especial comenzó. Mientras los OMAC son similares al personaje creado por Jack Kirby, OMAC, ellos son bastante diferentes, con un acrónimo distinto a "Ejército de Un solo Hombre". Originalmente, OMAC significaba "Estructura de Observación de Actividad Metahumana" pero actualmente se usa para "Omni Mente Y Comunidad".
En la miniserie, los OMAC son humanos modificados que trabajan como agentes durmientes, un producto de la organización Jaque Mate, ahora dirigida por Maxwell Lord. Ellos poseen al satélite espía Hermano Ojo construido por Batman después de los eventos de  Crisis de Identidad , habiendo sus compañeros de la Liga de la Justicia borrado su memoria algunos años atrás. El Proyecto OMAC  termina con un Hermano Ojo autónomo comandando a 200.000 OMAC y planeando la guerra aparentemente contra los superhéroes, mientras comienza con la transmisión mundial de la muerte de Maxwell Lord a manos de la Mujer Maravilla. El Proyecto OMAC tiene numerosas conexiones con otros títulos, incluyendo Action Comics N.º 829; Adventures of Superman N° 641-643; Aquaman N.º 35; Batgirl N.º 66; Birds of Prey N.º 80 y 82-83; Firestorm N.º 18; JLA N.º 122; JSA N.º 76.

## Resumen del argumento
Blue Beetle está muerto, Booster Gold está en el hospital y la organización Jaque Mate, comandada por Maxwell Lord, continúa sus misteriosas operaciones en contra de los superhéroes. Booster Gold después de saber de la desaparición de Ted Kord, decide investigar este asunto con la ayuda de la Mujer Maravilla.
Los OMAC (Estructura de Observación de Actividad Meta-humana) han sido vistos por todo el mundo y han matado a varios metahumanos. Batman y la Mujer Maravilla investigan a los OMAC, mientras Booster, después de encontrarse con Guy Gardner en el espacio, decide que él preferiría investigar la desaparición de Ted Kord junto con otros miembros de la Liga de la Justicia Internacional.
Entretejido entre estos argumentos hay escenas que detallan la pelea por el poder dentro de la propia organización de Jaque Mate. Ésta es dirigida por la Reina Blanca, el Rey Blanco, la Reina Negra y el Rey Negro, teniendo cada uno un Caballero del color correspondiente. A través de sus maquinaciones, el Rey Negro Maxwell Lord se vuelve el único líder de la organización, a pesar de ser traicionado por uno de sus propios Caballeros, Sasha Bordeaux.
Lord es muerto entonces por la Mujer Maravilla (en las páginas de Wonder Woman N.º 219) para impedirle que siga controlando mentalmente a Superman. El Hermano Ojo, la inteligencia artificial que comanda a los autómatas OMAC, inicia un protocolo diseñado para ser usado en caso de la muerte de Lord y los autómatas OMAC empiezan a crear estragos en el mundo.
La propia Sasha se transforma en un OMAC, impulsada por la tecnología de los nanites. Rocket Red N.º 4, un antiguo miembro de la Liga de la Justicia, se sacrifica a sí mismo para destruir varios autómatas y salvar las vidas de sus amigos.
Batman y Sasha entonces trabajan con los remanentes de Jaque Mate y otras organizaciones gubernamentales para atraer a la mayoría de los OMAC al Desierto del Sahara. Allí, cuando los OMAC son reunidos para atacar a un gran número de héroes, Batman activa un dispositivo de Pulso Electromagnético que desactiva a todos los OMAC, permitiendo que sus huéspedes humanos sean liberados. Sin embargo, el satélite del Hermano Ojo todavía está oculto y aún tiene aproximadamente 200.000 OMAC bajo su mando.
El Hermano Ojo toma control de todas las pantallas de televisión alrededor del mundo y transmite imágenes de la Mujer Maravilla matando a Maxwell Lord. Las personas no conocen las circunstancias en las que esto ocurre, sólo que ellos están viendo a la Mujer Maravilla asesinando a un reconocido compañero de la Liga de la Justicia.
En Wonder Woman N.º 221, la Mujer Maravilla lleva a un derrotado OMAC a un hospital, y notando que todos la miran temersonamente, ve la transmisión y comprende que "Ellos han manchado mi nombre."
Como cierre de la serie, el Hermano Ojo se prepara a lanzar una guerra contra los metahumanos para proteger a la humanidad. Batman trabaja arduamente para desactivar su maligna creación, mientras que la Mujer Maravilla y las Amazonas de Themyscira enfrentan la repercusión negativa internacional por los medios brutales de Diana. La campaña del Hermano Ojo contra las Amazonas se llevada a cabo en Crisis Infinita N.º 1.

## Proyecto OMAC Especial: El Protocolo Lazarus
En el Proyecto OMAC: Crisis Infinita Especial, que toma lugar luego de Crisis Infinita N.º 6, el Hermano Ojo ha realizado un aterrizaje forzoso en el desierto de Rub al-Jali en el sur de Arabia Saudita, tomando posesión de dos centinelas locales. Sasha Bordeaux, regresando del ataque exitoso contra el Hermano Ojo en el espacio, es requerida por Batman para rastrear los restos del satélite (conteniendo información sobre los innumerables metahumanos) y destruirlos.
Entretanto, el presidente Jonathan Vincent Horne está siendo informado, sobre la situación del Hermano Ojo, por Amanda Waller. Subsecuentemente, él designa a Waller como el nuevo Rey Negro de Jaque Mate hasta nuevo aviso. En el desierto, las fuerzas locales intentan ganar mando de la maquinaria caída, pero son eliminados por un OMAC que fue creado a partir de los dos centinelas.
En Suiza, Jessica Midnight está comunicándose con el Sr. Bones, director de la DEO, cuando ella es interrumpida rápidamente por Amanda Waller (acompañada por Fire). Waller exige saber lo que está pasando. Mientras tiene a Fuego "cuidando" a Midnight, ella anuncia que será el nuevo superior de Midnight.
Mientras los gobiernos israelitas, rusos y chinos toman medidas para recuperar el satélite, el Hermano Ojo intenta contactar a Sasha y tomar el control de su cuerpo. Su plan falla. Sasha llega a una casa de seguridad de Jaque Mate e intenta hacer contacto con Midnight en los cuarteles generales pero es detenida por Waller que exige saber si Sasha es un OMAC o no. Ella no sabe. Waller le exige volver a la base pero se niega. Entonces, Waller le pide a Fuego detener al Hermano Ojo antes de que se reactive, aunque signifique que Sasha o Midnight deben morir. Cuando Fuego protesta por tal orden, Waller le recuerda lo que ella hizo a su gente en Brasil antes de ganar sus poderes y cuánto lo disfrutó.
Como todas las facciones alcanzaron el satélite caído, Sasha se apresura a través de la batalla resultante para detonar unos explosivos desde dentro de la cámara del CPU del Hermano Ojo. La computadora casi tiene éxito transmitiendo su programación y archivos de datos dentro de la mente de Sasha cuando ella activa los explosivos. Investigando los restos, Fuego y Midnight encuentran a Sasha viva y libre de los nanobots con que ella fue infectada.

## Recopilaciones
La serie ha sido recopilada, junto con Cuenta regresiva a la Crisis Infinita y Wonder Woman Nº219, en una TPB publicada en noviembre de 2005 (ISBN 1401208371).